# Nurcan Taylan
Nurcan Taylan (Ancara, 29 de outubro de 1985) é uma halterofilista turca.
Seu maior sucesso internacional no esporte foi a medalha de ouro nos Jogos Olímpicos de Atenas 2004, na categoria até 48 kg, onde estabeleceu dois recordes mundiais no arranco e um no total combinado (arranco + arremesso). Nos Jogos Olímpicos de 2008, não concluiu a prova, e posteriormente seu teste antidoping teve resultado positivo.
Taylan conquistou a medalha de ouro no Campeonato Mundial de 2010, estabelecendo um recorde mundial no arremesso. Além disso, possui seis medalhas de ouro no total combinado em Campeonatos Europeus. No entanto, todos os seus resultados obtidos entre os Jogos Olímpicos de 2008 e 2016 foram anulados devido a violações de doping.
QUADRO DE RECORDES MUNDIAIS
| Disciplina | Marca      | Classe de peso | Lugar   | Data                   |
| ---------- | ---------- | -------------- | ------- | ---------------------- |
| Arranque   | 95 kg      | –48 kg         | Atenas  | 14 de agosto de 2004   |
| Arranque   | 97,5 kg RO | –48 kg         | Atenas  | 14 de agosto de 2004   |
| Total      | 210 kg     | –48 kg         | Atenas  | 14 de agosto de 2004   |
| Arremesso  | 121 kg     | –48 kg         | Antália | 17 de setembro de 2010 |

| Anulado por doping |